# 블랑 써밋 74
블랑 써밋 74(영어: Blanc SUMMIT 74)는 대한민국 부산광역시 동구 범일동에 위치한 아파트다. 2023년에 착공하였고 2029년 5월에 완공할 예정이다. 지상 69층이고 최고 높이 263m이다. 완공 시 범일동에서 높은 아파트가 된다. 브랜드가 적용되었고 높게 될 예정이다. 써밋이라는 브랜드가 적용되었다.

## 역사
계획 당시는 5동 아파트 층수 지상 49층, 2동 오피스텔 층수 지상 22층 높이로 건설될 예정이었다. 이후 아파트 3개동과 오피스텔 1개동을 계획한다. 2023년에 착공하여 2024년 6월에 분양한다. 분양이 완료되었고 2029년에 완공할 예정이다. 완공되면 범일동에서 최고층 아파트가 된다.

## 구성
다음은 블랑 써밋 74의 구성이다.
| 동 명칭 | 층수 |
| ------- | ---- |
| 101동   | 61층 |
| 102동   | 69층 |
| 103동   | 49층 |

## 높이
높이는 263m고 층수는 지상 69층이다. 2029년에 완공되면 범일동에서 최고층 아파트가 되고 높이를 자랑한다. 푸르지오 브랜드가 적용된 가장 높은 아파트가 된다. 범일동에 들어서는 250m 이상의 최고층 아파트다. 많이 올라가면 어느 아파트보다도 높은 아파트가 된다.

## 특징
피난안전구역, 주민공동시설, 근린생활시설 등이 들어선다. 저층에는 아파트가 들어서고 저층과 고층에는 그 외 시설이 들어선다. 101동, 102동, 103동 아파트 주변에는 201동 오피스텔이 들어선다. 시스템인 빌트인 시스템, 편의 시스템, 안전 시스템, 그린 시스템, 클린에어 시스템, 스마트 시스템이 들어선다. 주차대수는 아파트 1,912대(세대당 1.91대), 오피스텔 523대(세대당 1.89대)이다.

## 내부 시설

### 101동
| 층수                | 용도            |
| ------------------- | --------------- |
| 46층 ~ 61층         | 아파트          |
| 45층                | 스카이 어매니티 |
| 44층                | 피난안전구역    |
| 19층 ~ 43층         | 아파트          |
| 18층                | 피난안전구역    |
| 3층 ~ 17층          | 아파트          |
| 2층                 | 수영장 / 사우나 |
| 1층                 | 어린이집        |
| 지하 4층 ~ 지하 1층 | 지하주차장      |

### 102동
| 층수                | 용도                             |
| ------------------- | -------------------------------- |
| 45층 ~ 61층         | 아파트                           |
| 44층                | 피난안전구역                     |
| 19층 ~ 43층         | 아파트                           |
| 18층                | 피난안전구역                     |
| 3층 ~ 17층          | 아파트                           |
| 2층                 | 피트니스클럽 / GX클럽 / 필라테스 |
| 1층                 | 시니어클럽 / 근린생활시설        |
| 지하 4층 ~ 지하 1층 | 지하주차장                       |

### 103동
| 층수                | 용도                                     |
| ------------------- | ---------------------------------------- |
| 21층 ~ 49층         | 아파트                                   |
| 20층                | 피난안전구역                             |
| 3층 ~ 19층          | 아파트                                   |
| 2층                 | 다함께돌봄센터 / 공동육아센터 / 세대창고 |
| 1층                 | 생활지원센터 / 근린생활시설              |
| 지하 4층 ~ 지하 1층 | 지하주차장                               |

## 같이 보기
- 대한민국의 마천루 목록
- 부산광역시의 마천루 목록